# Latający dywan (film 1977)
Latający dywan (ros. Ковёр-самолёт) – radziecki krótkometrażowy film animowany z 1977 roku w reżyserii Miedżeka Czaryjewa oparty na motywach orientalnych legend.